# Oproštaj
Oproštaj je namerni i dobrovoljni postupak kojim se žrtva podvrgava promeni osećanja i stava prema prekršaju, napušta negativne emocije kao što su ljutnja i osveta (koliko god to bilo opravdano) i sa povećanom sposobnošću da poželi dobro počiniocu. Oproštaj se razlikuje od odobravanja (propuštanja da se radnja smatra pogrešnom i da je potreban oproštaj), opravdavanja (ne smatranja počinioca odgovornim za radnju), zaboravljanja (uklanjanje svesti o krivičnom delu iz svesti), pomilovanja (koje se odobrava zbog priznatog prekršaja od strane predstavnika društva, kao što je sudija), i pomirenja (obnavljanja odnosa).
U određenim kontekstima, oproštenje je pravni izraz za oslobađanje ili odustajanje od svih potraživanja zbog duga, zajma, obaveza ili drugih potraživanja.
Kao psihološki koncept i vrlina, koristi od oproštenja istražene su u religijskoj misli, društvenim naukama i medicini. Oproštenje se može posmatrati jednostavno u smislu osobe koja oprašta uključujući praštanje sebi, u smislu oproštene osobe ili u smislu odnosa između opraštača i oproštene osobe. U većini slučajeva, oprost se daje bez očekivanja restorativne pravde, i bez bilo kakvog odgovora počinioca (na primer, može se oprostiti osobi s kojom se nema kontakta ili je preminula). U praktičnom smislu, može da bude neophodno da prestupnik ponudi neki oblik priznanja, izvinjenja ili čak samo da zatraži oprost.
Društvena i politička dimenzija praštanja uključuje strogo privatnu i religioznu sferu „oproštenja”. Pojam „oproštenja” generalno se smatra neobičnim na političkom polju. Međutim, Hana Arendt smatra da „sposobnost oproštenja” ima svoje mesto u javnim aferama. Filozof veruje da oprost može osloboditi resurse pojedinačno i kolektivno u suočavanju sa nepopravljivim. Tokom istrage u Ruandi o diskursima i praksama oproštenja nakon genocida iz 1994. godine, sociolog Benoa Giju ilustrovao je ekstremnu polisemiju (višestruko značenje) reči „oprost”, ali i izrazito politički karakter pojma. Zaključujući svoje delo, autor predlaže četiri glavna oblika opraštanja radi boljeg razumevanja, s jedne strane, dvosmislene upotrebe, a s druge strane, uslova pod kojima oproštaj može posredovati u obnavljanju društvene veze.
Većina svetskih religija uključuje učenja o prirodi oproštenja, a mnoge od ovih učenja pružaju osnovu za mnogo različitih tradicija i praksa praštanja modernog dana. Neke religiozne doktrine ili filozofije stavljaju veći naglasak na potrebu da ljudi pronađu neku vrstu božanskog oproštenja za svoje nedostatke, druge stavljaju veći naglasak na potrebu da ljudi praktikuju oproštenje jedni drugima, a ima i onih koje u maloj meri razlikuju ili ne prave razliku između ljudskog i božanskog oproštaja.
Izraz opraštanje može se zamenljivo koristiti, te ljudi i kulture tumače taj pojam na različite načine. Ovo je posebno važno u relacijskoj komunikaciji, jer je oproštenje ključna komponenta u komunikaciji i sveukupnom napredovanju pojedinca, para ili grupe. Kada sve strane imaju obostrani pogled na oprost, tada se veza može održati. „Razumevanje prethodnih praštanja, istraživanje fiziologije opraštanja i obuka ljudi da postanu skloniji praštanju sve više znači da imamo zajedničko značenje tog pojma.”

## Istraživanje
Iako trenutno ne postoji konsenzus za psihološku definiciju oproštaja u istraživačkoj literaturi, ostvarena je saglasnost da je proces oprosta, i objavljeni su brojni modeli koji opisuju proces oproštaja, uključujući jedan iz perspektive radikalnog ponašanja.
Dr Robert Enrajt sa Univerziteta Viskonsin-Medison osnovao je Međunarodni institut za oprost i smatra se inicijatorom studija oprosta. On je razvio procesni model opraštanja u 20 koraka. Nedavni radovi su se fokusirali na to kakve osobe imaju veću verovatnoću da će oprostiti. Longitudinalno istraživanje je pokazalo da ljudi koji su generalno više neurotični, ljuti i neprijateljski raspoloženi u životu imaju manje šanse da oproste drugoj osobi čak i nakon što je prošlo mnogo vremena. Konkretno, verovatnije je da će ovi ljudi i dalje izbegavati svog prestupnika i želeti da im se osvete dve i po godine nakon prestupa.
Istraživanja pokazuju da su ljudi koji opraštaju srećniji i zdraviji od onih koji su ljuti. Prva studija koja se bavila proučavanjem kako opraštanje poboljšava fizičko zdravlje otkrila je da kada ljudi razmišljaju o oproštanju prestupniku to dovodi do poboljšanja funkcionisanja njihovog kardiovaskularnog i nervnog sistema. Jedna druga studija na Univerzitetu u Viskonsinu pokazala je da što su ljudi više opraštali, to su manje patili od širokog spektra bolesti. Ljudi sa manje praštanja prijavili su veći broj zdravstvenih problema.
Istraživanje dr Freda Luskina sa Univerziteta Stanford, i autora knjige Oprosti za dobro, predstavilo je dokaze da se opraštanje može naučiti (tj. može biti veština koja se može naučiti, uz praksu) na osnovu istraživačkih projekata o efektima podučavanja oproštaja: davanje empirijske validnosti konceptu da je oprost moćan i odličan za vaše zdravlje. U tri odvojene studije, uključujući i onu sa katolicima i protestantima iz Severne Irske čiji su članovi porodice ubijeni u političkom nasilju, otkrio je da ljudi koji su naučeni kako da oproste postaju manje ljuti, osećaju se manje povređenima, optimističniji su, postaju sve više opraštajući. različitim situacijama i postanite saosećajniji i samouvereniji. Njegove studije pokazuju smanjenje doživljaja stresa, fizičke manifestacije stresa i povećanje vitalnosti.

### Ideje o tome šta oprost nije
- Opraštanje nije odobravanje[4][21]
- Opraštanje nije zaborav[4][21]
- Opraštanje nije opravdanje (tj. pravljenje razloga da se objasni odgovornost ili slobodna volja prestupnika)[4][21]
- Opraštanje ne mora biti religiozno ili nadzemaljsko[21]
- Opraštanje nije umanjivanje vaše povrede[21]
- Opraštanje nije pomirenje (tj. ponovno uspostavljanje poverenja u vezi)[4][21][22]
- Opraštanje nije poricanje ili potiskivanje besa; pre je fokus na ozlojeđenosti.[23][24][25][21] — posebno, da bi se oprostilo, zdravo je priznati i izraziti negativne emocije, pre nego što se uopšte može oprostiti.[26]
- Opraštanje nije ignorisanje odgovornosti ili pravde[27][28] — posebno, kazna i nadoknada su nezavisni od izbora da se oprosti (može se oprostiti, ili ne oprostiti, a i dalje težiti kažnjavanju i/ili nadoknadi, bez obzira na to)[29][30][31]
- Opraštanje nije pomilovanje; ne može biti odobren ili izabran od strane nekog drugog[4][21]
- Emocionalno opraštanje nije isto što i oproštanje odluke ili izraz oproštaja. Izražavanje emocija (tj. „Ljut sam na tebe“ ili „Opraštam ti“) nije isto što i istinski imati ili doživljavati emocije (tj. ljudi mogu poricati, pogrešiti ili lagati o svom emocionalnom iskustvu drugoj osobi dok istinski umesto toga osećaju nešto drugo)[30][32][33]
- Iako se žestoko raspravlja,[6] emocionalno opraštanje je za žrtvu, a ne za prestupnika[21] (tj. osim ako osoba ne odluči da to učinite tako: izražavanjem ili pokušajem da se pomiri)

## Literatura
- Randall J. Cecrle (2007). Balancing the Scales of Justices with Forgiveness and Repentance. ISBN 978-1-60266-041-0.
- Susan Forward (1990). Toxic Parents: Overcoming Their Hurtful Legacy and Reclaiming Your Life. ISBN 978-0-553-05700-3.
- Charles Griswold (2007). Forgiveness: a Philosophical Exploration. Cambridge University Press. ISBN 978-0-521-70351-2.
- David Konstan (2010). Before Forgiveness: The Origins of a Moral Idea. Cambridge/New York: Cambridge University Press. ISBN 978-0-521-19940-7.
- J. Kramer, and D. Alstad (1993). The Guru Papers: Masks of Authoritarian Power. ISBN 1-883319-00-5.
- K. Lampert (2005). Traditions of Compassion: From Religious Duty to Social Activism. Palgrave MacMillan. ISBN 1-4039-8527-8.
- Eric Lomax (1996). The Railway Man: A POW's Searing Account of War, Brutality, and Forgiveness. ISBN 978-0-09-958231-1.
- Fred Luskin (2002). Forgive for Good: A Proven Prescription for Health and Happiness. HarperSanFrancisco. ISBN 978-0-06-251720-3.. (Harper)
- G. Marcus, The Power of Forgiveness, 2011, Sapients.Net
- J. Murphy, and J. Hampton (1988). Forgiveness and Mercy. Cambridge University Press.
- K. Norlock (2009). Forgiveness from a Feminist Perspective. Lexington Books.
- G. Pettigrove (2012). Forgiveness and Love. Oxford University Press. ISBN 978-0-19-964655-5.
- Jeanne Safer (2000). Forgiving and Not Forgiving: Why Sometimes It's Better Not to Forgive. ISBN 0-380-79471-3.
- D. Schmidt D (2003). The Prayer of Revenge: Forgiveness in the Face of Injustice. David C. Cook. ISBN 0-7814-3942-6.
- Colin Tipping (1997). Radical Forgiveness: Making Room for the Miracle. ISBN 0-9704814-1-1..

## Spoljašnje veze
- Hughes, Paul; Warmke, Brandon. „Forgiveness”.  Ур.: Zalta, Edward N. Stanford Encyclopedia of Philosophy.
- Oproštaj на веб-сајту  (језик: енглески)